# Asdrukpijn
Asdrukpijn (ook wel axiale pijn genoemd) is de pijn die ontstaat als er kracht wordt uitgeoefend in de richting van de lengte-as van een bot. Bij verdenking op een botbreuk zal men altijd de aan- of afwezigheid van asdrukpijn controleren. Asdrukpijn is een zeer sterke aanwijzing voor de aanwezigheid van een botbreuk.